# Batillipes
Famille
Genre
Batillipes, unique représentant de la famille des Batillipedidae, est un genre de tardigrades. 

## Liste des espèces
Selon Actual checklist of Tardigrada species :
- Batillipes acaudatus Pollock, 1971
- Batillipes acuticauda Menechella, Bulnes & Cazzaniga, 2015
- Batillipes adriaticus Grimaldi de Zio, Morone De Lucia, D'Addabbo Gallo & Grimaldi, 1979
- Batillipes africanus Morone De Lucia, D’Addabbo Gallo & Grimaldi de Zio, 1988
- Batillipes algharbensis E. Santos, Rubal, Veiga, da Rocha & Fontoura, 2018
- Batillipes amblypyge Menechella, Bulnes & Cazzaniga, 2017
- Batillipes annulatus de Zio, 1962
- Batillipes brasiliensis E. Santos, da Rocha, Gomes Jr. & Fontoura, 2017
- Batillipes bullacaudatus McGinty & Higgins, 1968
- Batillipes carnonensis Fize, 1957
- Batillipes chandrayaani Vishnudattan, Rubal & Bijoy Nandan, 2024
- Batillipes crassipes Tchesunov & Mokievsky, 1995
- Batillipes dandarae E. Santos, da Rocha, Gomes Jr. & Fontoura, 2017
- Batillipes dicrocercus Pollock, 1970
- Batillipes friaufi Riggin, 1962
- Batillipes gilmartini McGinty, 1969
- Batillipes homocercus Bartels & Fontoura, 2021
- Batillipes ichthyocercus Bartels & Fontoura, 2021
- Batillipes kalami Vishnudattan, Rubal & Bijoy Nandan, 2023
- Batillipes lesteri Kristensen & Mackness, 2000
- Batillipes lingularum Menechella, Bulnes & Cazzaniga, 2017
- Batillipes littoralis Renaud-Debyser, 1959
- Batillipes longispinosus Chang & Rho, 1997
- Batillipes lusitanus Santos, Rubal, Veiga, da Rocha & Fontoura, 2018
- Batillipes marcelli Morone De Lucia, D'Addabbo Gallo & Grimaldi de Zio, 1988
- Batillipes minius Rubal, Veiga, Fontoura & Sousa-Pinto, 2016
- Batillipes mirus Richters, 1909
- Batillipes noerrevangi Kristensen, 1978
- Batillipes orientalis Chang & Rho, 1997
- Batillipes pennaki Marcus, 1946
- Batillipes philippinensis Chang & Rho, 1997
- Batillipes phreaticus Renaud Debyser, 1959
- Batillipes potiguarensis E. Santos, da Rocha, Gomes Jr. & Fontoura, 2017
- Batillipes roscoffensis Kristensen, 1978
- Batillipes rotundiculus Rho, Min & Chang, 1999
- Batillipes similis Schulz, 1955
- Batillipes solitarius Jørgensen, Boesgaard, Møbjerg & Kristensen, 2014
- Batillipes spinicauda Gallo D’Addabbo, Sandulli & de Zio Grimaldi, 2005
- Batillipes tridentatus Pollock, 1989
- Batillipes tubernatis Pollock, 1971

## Publications originales
- Ramazzotti, 1962 : Il Phylum Tardigrada. Memorie Istituto di Idrobiologia, vol. 14, p. 1-395.
- Richters, 1909 : Tardigraden-Studien. Bericht der Senckenbergische Naturforschenden Gesellschaft, vol. 40 p. 28-45 (texte intégral)